# Elkin Restrepo
Elkin Restrepo es poeta, narrador, dibujante, editor y profesor universitario nacido en Medellín, Colombia, el 7 de junio de 1942. Perteneció a la llamada Generación sin nombre posterior al Nadaísmo en la década de 1970. 
Con José Manuel Arango fundó y dirigió la revista Acuarimántima que tuvo amplia influencia y abrió espacios nuevos a la poesía moderna en Medellín y el país. Ha dirigido además otras publicaciones similares como Poesía, Deshora y la revista Universidad de Antioquia. Dirigió  la revista de cuento Odradek, el cuento.
Su voz poética es reconocida por su originalidad, el tono parco y depurado en el tratamiento del lenguaje, sus temas entre lo onírico y la celebración de la cotidianidad, el misterio y el amor. 
Ha hecho algunas exposiciones privadas de sus dibujos y grabados.

## Obra publicada
Poesía
- Bla, bla, bla, bla, 1968
- La sombra de otros lugares, 1973
- Memoria del mundo, 1974
- Lugar de invocaciones, 1977
- La palabra sin reino, 1982
- Retrato de artistas, 1983
- Absorto escuchando el cercano canto de sirenas, 1985
- La dádiva, 1992
- Sueños, 1993
- La visita que no pasó del jardín, 2002
- Como en tierra salvaje, un vaso griego, Biblioteca Sibila-Fundación BBVA, Sevilla, 2012
- El torso de Venus, 2014.

Cuento
- Fábulas, 1991
- El falso inquilino, 2000
- Del amor lo pasajero, 2007
- La bondad de las almas muertas, 2009
- La orfandad de Telémaco, 2011
- A un día del amor: relatos breves, 2012
- Cuentos, 2016
- ¨ Cinco cuentos inocentes¨, 2017
- ¨ Un alma a la vista. 2022.
- " La Sierva. 2024.

Antologías
- Lo que trae el día: 1983-1998, 2000
- Luna blanca, 2005
- Amores cumplidos, 2006
- Una verdad me sea dada en lo que escribo, antología personal, col. Palimpsesto, Carmona-Sevilla, 2014